# Wólka Kadłubska
Wólka Kadłubska – wieś w Polsce położona w województwie mazowieckim, w powiecie białobrzeskim, w gminie Radzanów.
| SIMC    | Nazwa      | Rodzaj    |
| ------- | ---------- | --------- |
| 0634839 | Dąbrowa    | część wsi |
| 0634845 | Las-Wyręba | część wsi |

W latach 1975–1998 miejscowość administracyjnie należała do województwa radomskiego.
Wierni Kościoła rzymskokatolickiego należą do parafii Narodzenia Najświętszej Maryi Panny w Starej Błotnicy. 